# Miedo escénico (álbum)
Miedo escénico es el álbum de estudio debut como solista de Beto Cuevas, el exvocalista de la banda de rock chilena La Ley. Fue publicado el 23 de septiembre de 2008 a través de Warner Music Latina.
El álbum fue nominado a los Premios Grammy Latino 2009 en la categoría “Mejor álbum rock vocal”.

## Contexto
Luego de la publicación de Libertad, Cuevas considera que dentro de La Ley estaban cayendo en una «zona de confort». Una vez la separación fue oficial, su disquera le insistía la realización de un álbum como solista en un año, mientras que Cuevas se opuso a la idea, citando: “Me permití vivir emociones de verdad para que el disco fuese vivido, no inventado”.

## Composición
Forjando un concepto y ritmo de trabajo nuevo, describe Cuevas, le permitió desarrollar un período de grabación de 12 horas con distintas ideas, resultando 25 demos iniciales. A pesar de grabar todos los instrumentos en sus demos, recurrió a la ayuda de Áureo Baqueiro y Steve Tushar en la producción, el guitarrista Lawrence Katz de The Mighty Mighty Bosstones, el bajista Ben Edwards, y el baterista Brendan Buckley. Dentro del álbum han alusiones sociales sobre las crisis ecológicas, en especial la canción «Tú y yo», buscando un cambio de conciencia en la gente.

## Promoción
Debido a lo extenso de su producción, realizó una gira de conciertos en Estados Unidos donde presentaba sus nuevas composiciones, describiendo que la reacción del público fue su «termómetro» al momento de pulir la lista de canciones final. Además de su rol predominante como compositor y productor, también estuvo a cargo del arte en la carátula y como director en el vídeo musical para «Vuelvo»; como también publicando avances y extractos en su cuenta de MySpace.

## Lista de canciones

### Edición estándar
Todas las canciones escritas y compuestas por Beto Cuevas, excepto donde se indique. 
| N.º   | Título                                 | Escritor(es)             | Duración |  |
| 1.    | «Miedo escénico»                       |                          | 3:05     |  |
| 2.    | «Vuelvo»                               |                          | 4:13     |  |
| 3.    | «Un minuto de silencio»                | Cuevas · Klaus Derendorf | 4:25     |  |
| 4.    | «Háblame»                              |                          | 5:06     |  |
| 5.    | «Are You Sorry?»                       |                          | 5:08     |  |
| 6.    | «El cínico»                            |                          | 3:48     |  |
| 7.    | «No me queda nada»                     |                          | 3:41     |  |
| 8.    | «Algo»                                 |                          | 4:33     |  |
| 9.    | «Tú y yo»                              |                          | 5:18     |  |
| 10.   | «La historia que nunca vamos a contar» |                          | 4:12     |  |
| 11.   | «Mi única verdad»                      |                          | 3:06     |  |
| 12.   | «Mañana»                               | Cuevas · Klaus Derendorf | 6:08     |  |
| 52:46 |                                        |                          |          |  |

| Preventa digital |                |          |  |
| N.º              | Título         | Duración |  |
| 13.              | «Burning Time» | 4:13     |  |
| 57:59            |                |          |  |

| Bonus track digital |                              |          |  |
| N.º                 | Título                       | Duración |  |
| 13.                 | «Háblame (Versión acústica)» | 5:16     |  |
| 59:02               |                              |          |  |

### Edición especial
| CD       |                                          |          |  |
| N.º      | Título                                   | Duración |  |
| 13.      | «Mentira» (OST “La Mujer de mi Hermano”) | 4:18     |  |
| 14.      | «La frontera»                            | 2:00     |  |
| 15.      | «Mi única verdad (Demo)»                 | 3:13     |  |
| 16.      | «Are You Sorry? (Demo)»                  | 5:34     |  |
| 17.      | «Algo (Demo)»                            | 5:16     |  |
| 01:13:47 |                                          |          |  |

| DVD   |                                     |          |  |
| N.º   | Título                              | Duración |  |
| 1.    | «Vuelvo» (Videoclip)                | 4:15     |  |
| 2.    | «Háblame» (Videoclip)               | 5:16     |  |
| 3.    | «Un minuto de silencio» (Videoclip) | 4:31     |  |
| 4.    | «El cínico» (Videoclip)             | 4:15     |  |
| 19:18 |                                     |          |  |

## Posicionamiento en listas
| Listas (2008)                     | Mejor posición |
| --------------------------------- | -------------- |
| Estados Unidos (Top Heatseekers)  | 41             |
| Estados Unidos (Latin Pop Albums) | 10             |
| Estados Unidos (Top Latin Albums) | 33             |